# Saint-Aquilin-de-Pacy
Saint-Aquilin-de-Pacy est une ancienne commune française située dans le département de l'Eure, en région Normandie, fusionnée depuis le 1er janvier 2017 avec celle de Pacy-sur-Eure.

## Géographie
La commune est séparée de Pacy-sur-Eure par la rivière l'Eure qui forme une limite naturelle.

### Hydrographie
La commune est traversée par l'Eure, affluent de la Seine.

## Toponymie
Le nom de la localité est attesté sous la forme Sancti Aquilini en 962 et 996, Villa Sancti Aquilini vers 999 (charte de Richard le Bon, Richard II), Sanctus Aquilinus de Paceio en 1224, Sanctus Acininus vers 1250 (archives nationales), Saint Anclin en 1631 (Tassin, Plans et profilz), Saint Aquilin de Pacy en 1793 et Saint-Aquilin-de-Pacy en 1801.

## Histoire
Autrefois, Saint-Aquilin-de-Pacy avait titre de baronnie et avait une chambre de haute justice. Aux XVIe et XVIIe siècles, ce domaine appartenait aux Montmorency.
Depuis le 1er janvier 2017, Saint-Aquilin-de-Pacy a fusionné avec la commune voisine de Pacy-sur-Eure.

## Politique et administration

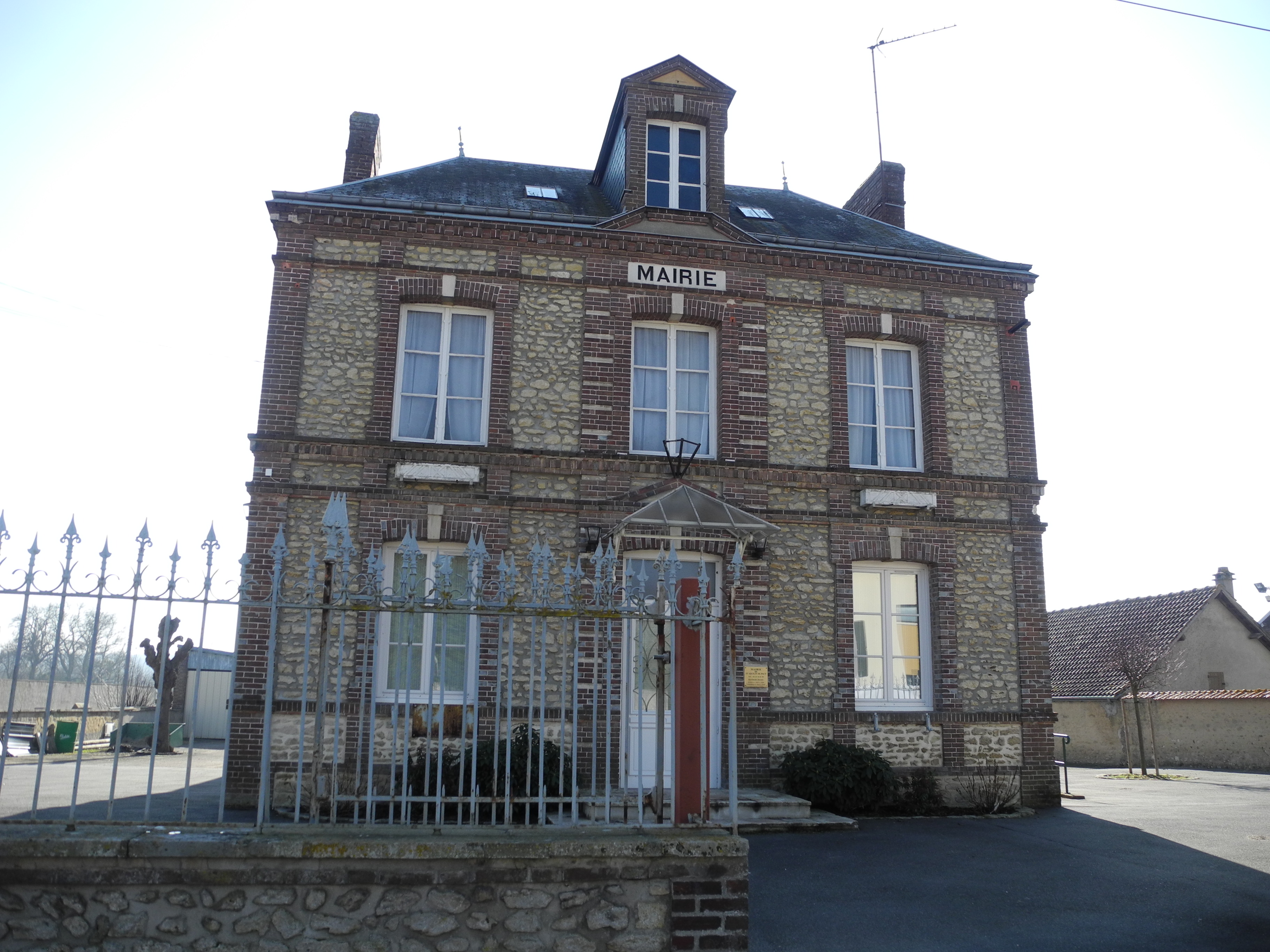
Mairie.

| Période                                  | Période          | Identité            | Étiquette | Qualité              |
| ---------------------------------------- | ---------------- | ------------------- | --------- | -------------------- |
| mars 2008                                | 31 décembre 2016 | Jean-Pierre Métayer | UMP-LR    | Agriculteur retraité |
| Les données manquantes sont à compléter. |                  |                     |           |                      |

## Démographie
L'évolution du nombre d'habitants est connue à travers les recensements de la population effectués dans la commune depuis 1800. À partir du 1er janvier 2009, les populations légales des communes sont publiées annuellement dans le cadre d'un recensement qui repose désormais sur une collecte d'information annuelle, concernant successivement tous les territoires communaux au cours d'une période de cinq ans. 
Pour les communes de moins de 10 000 habitants, une enquête de recensement portant sur toute la population est réalisée tous les cinq ans, les populations légales des années intermédiaires étant quant à elles estimées par interpolation ou extrapolation. Pour la commune, le premier recensement exhaustif entrant dans le cadre du nouveau dispositif a été réalisé en 2007,.
En 2014, la commune comptait 568 habitants, en évolution de +2,53 % par rapport à 2009 (Eure : +2,66 %, France hors Mayotte : +2,49 %).
| 1800 | 1806 | 1821 | 1831 | 1836 | 1841 | 1846 | 1851 | 1856 |
| ---- | ---- | ---- | ---- | ---- | ---- | ---- | ---- | ---- |
| 414  | 420  | 399  | 390  | 424  | 411  | 417  | 363  | 353  |

| 1861 | 1866 | 1872 | 1876 | 1881 | 1886 | 1891 | 1896 | 1901 |
| ---- | ---- | ---- | ---- | ---- | ---- | ---- | ---- | ---- |
| 382  | 397  | 396  | 411  | 447  | 439  | 475  | 452  | 461  |

| 1906 | 1911 | 1921 | 1926 | 1931 | 1936 | 1946 | 1954 | 1962 |
| ---- | ---- | ---- | ---- | ---- | ---- | ---- | ---- | ---- |
| 483  | 472  | 410  | 463  | 432  | 420  | 451  | 408  | 434  |

| 1968 | 1975 | 1982 | 1990 | 1999 | 2007 | 2012 | 2014 | - |
| ---- | ---- | ---- | ---- | ---- | ---- | ---- | ---- | - |
| 454  | 466  | 444  | 439  | 529  | 560  | 575  | 568  | - |

## Culture locale et patrimoine

### Lieux et monuments
- Église Saint-Pierre, sous le patronage de l'abbaye Saint-Ouen de Rouen, vendue le 19 vendémiaire, an XII, et détruite avant 1807[8].
- Le Moulin-Maheu et sa grande roue à aubes, fut construit sous Blanche de Castille (1188-1252) au bord de l'Eure, avec son bief et son barrage attenant (propriété privée).
- Château du Buisson de May, des XVIIIe et XIXe siècles, d'architecture néo-classique, réalisé par l'architecte Denis Antoine à partir de 1781, classé au titre des monuments historiques depuis 1994[9].
- Ferme du Buisson de May.

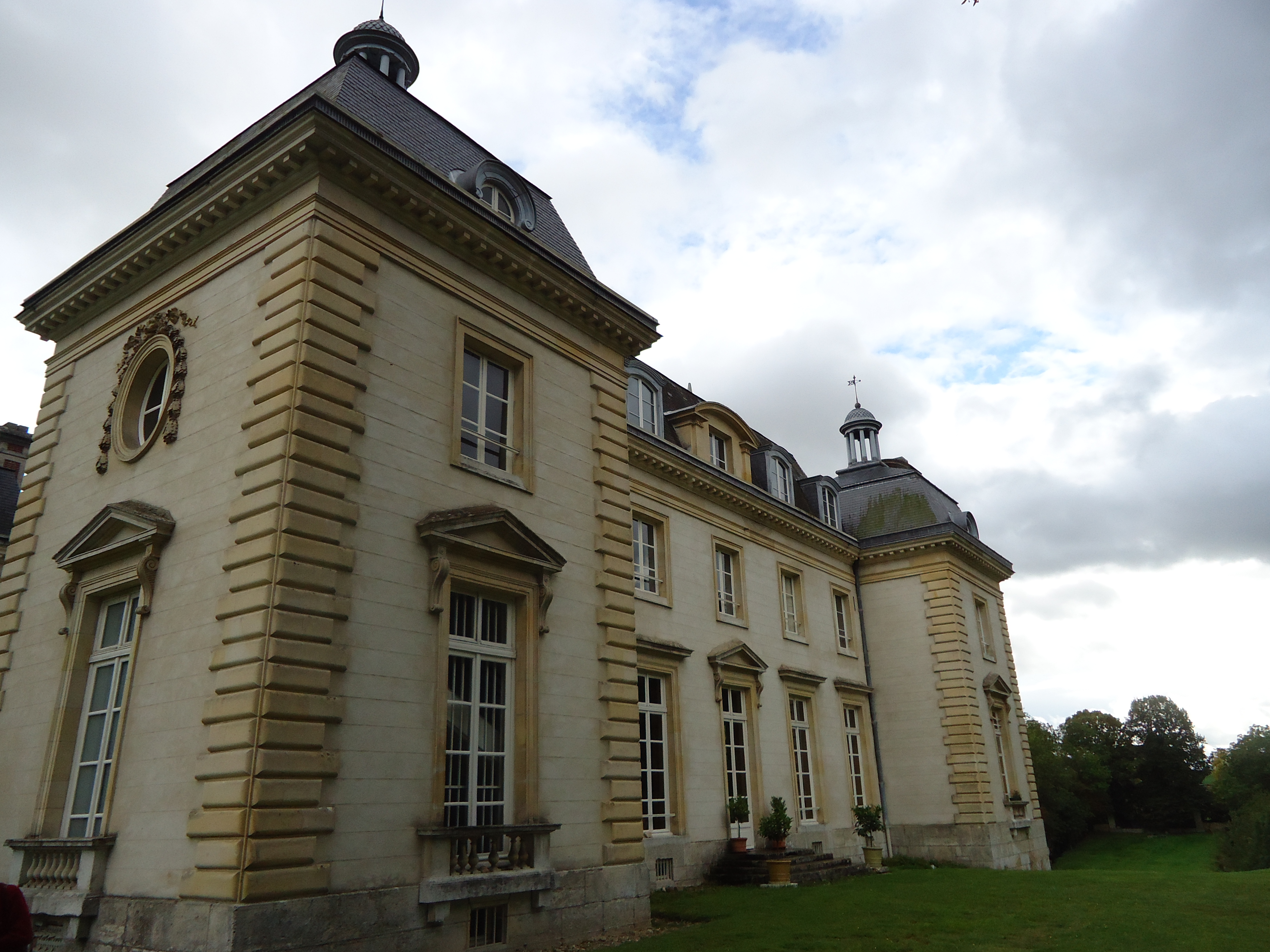
Le château du Buisson de May.
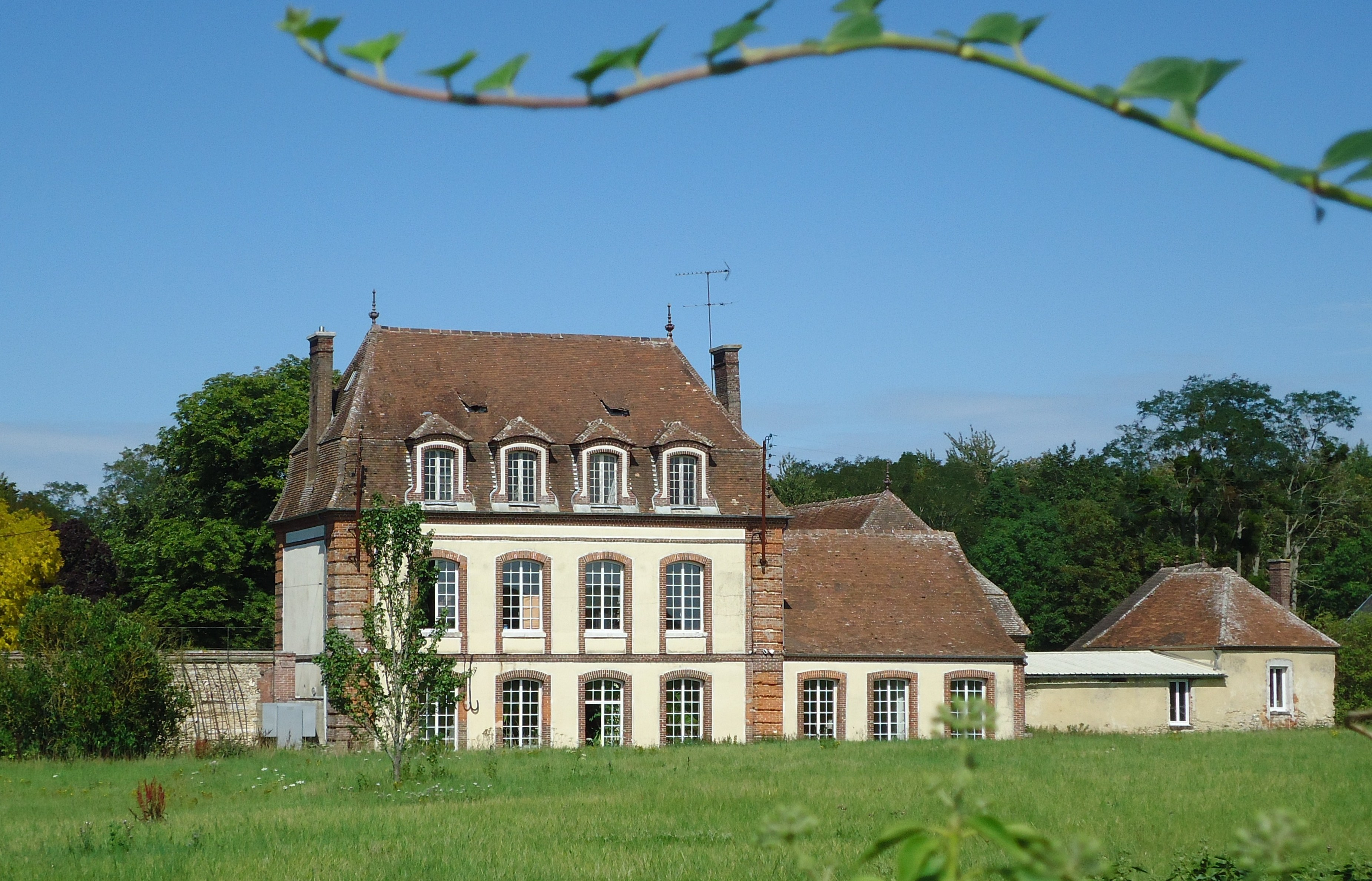
La ferme du Buisson de May.

### Personnalités liées à la commune
- Fernand Bricout († 1948)[10], premier président honoraire de la cour de cassation[pourquoi ?].

### Héraldique
|  | Les armes de la ville se blasonnent ainsi : d'azur au senestrochère armé d'or mouvant de dextre, tenant une épée d'argent garnie aussi d'or et au dextrochère aussi d'argent paré d'or, mouvant de senestre, tenant une crosse d'argent. |